# 國道109號 (印度)
國道109號（英語：National Highway 109，簡稱NH 109）是一條連接著印度北阿坎德邦魯德拉普拉耶格和凱達爾納特的公路，全長76公里（47英里）並完全位於北阿坎德邦境內，該國道途經的城鎮包括有古普特卡希。

## 外部連結
- 印度國道系統地圖（页面存档备份，存于）